# Mirobaeoides mirabilis
Mirobaeoides mirabilis är en stekelart som beskrevs av Austin 1986. Mirobaeoides mirabilis ingår i släktet Mirobaeoides och familjen Scelionidae. Inga underarter finns listade i Catalogue of Life.